# دافي جونز (لاعب كرة قاعدة)
دافي جونز (بالإنجليزية: Davy Jones)‏ هو لاعب كرة قاعدة أمريكي، ولد في 30 يونيو 1880 في كامبريا في الولايات المتحدة، وتوفي في 30 مارس 1972 في مانكاتو في الولايات المتحدة.

## وصلات خارجية
- دايفيد جونز على موقعبيزبول رفرنس.كوم (الدوري الرئيسي) (الإنجليزية)
- دايفيد جونز على موقع جمعية أبحاث البيسبول الأمريكية (الإنجليزية)